# هاينتس فريدريش
هاينتس فريدريش (بالألمانية: Heinz Friedrich) (ولد عام 1924 في شفيتسينجن) هو رسام ونحات ألماني. درس الرسم في أكاديمية شتوتغارت على يد هيرمان زون، ثم في أكاديمية كارلسروهه على يد فيلهلم شنارنبيرجر وأوتو لايبله. وتفرغ للفن في عام 1950. وعمل في الكثير من المسارح مصمم ديكور. وبدأ في عام 1968 اهتمامه بفن الرسم والتلوين على الخشب. وأيضا اشتهر هاينتس فريدريش بنبوغه في فن البورتريه. وكانت تربطه صداقة حميمة ببرونو مولر لينوف.